# Leucemia linfocitica granulare a grandi cellule
La Leucemia linfocitica granulare a grandi cellule è una rara e indolente forma di leucemia che colpisce i linfociti di tipo T. È classificato come disturbo subacuto ematopoietico dell'anziano.

## Incidenza
È una malattia rara con incidenza stimata di 1 su 200 000, vengono colpiti con maggioranza i soggetti maschili intorno al sesto decennio di età. Questa patologia colpisce sia maschi che femmine allo stesso modo (rapporto 1:1). La forma più comune di leucemia a grandi linfociti è quella di tipo T.

### Fattori di rischio
I trapianti, l'AIDS, l'artrite reumatoide e la sindrome di Felty sono i maggiori fattori di rischio per la GLG.

## Sintomatologia
La leucemia a grandi linfociti granulari è un tumore subdolo, asintomatico nel 60% dei casi. Tuttavia la restante parte dei pazienti mostra dei modesti segni del tumore, e, meno del 6% dei casi mostra i sintomi caratteristici delle leucemie acute. È stata dimostrata una correlazione tra disordini autoimmuni e leucemia a grandi linfociti granulari.
I maggiori sintomi sono:
- Infezioni batteriche
- Leggera leucocitosi
- Neutropenia
- Anemia
- Trombocitemia
- Policitemia vera

## Classificazione

### Leucemia linfoblastica granulare a cellule T[2]
La GLG-T è con 1 caso su 100 000 individui la più comune forma di GLG. Rappresenta il 2-5% di tutte le sindromi linfoproliferative. La malattia colpisce 1 anziano su 90 000, l'incidenza cresce con l'aumentare dell'età, è totalmente assente nei bambini per diventare relativamente comune nell'anziano.

### Leucemia linfoblastica subacuta a cellule natural killer[2]
La GLG-NK è una rara forma di leucemia subacuta tipica della quinta decade. Rappresenta il 30% di tutte le leucemie a cellule granulari. La malattia, estremamente rara tra i 20 ed i 40 anni diventa più comune intorno ai 45 anni, raggiungendo la massima incidenza tra i 48 e i 55 anni. L'incidenza è stimata essere di 1 caso su 450 000 individui. Non vi sono casi noti in età pediatrica.

## Trattamento
Questa leucemia viene trattata con chemioterapia a basse dosi, vengono somministrati spesso corticosteroidi nel caso in cui la leucemia non dovesse rispondere alle terapie. Il trapianto di midollo osseo non è quasi mai praticabile. La terapia si basa spesso sulla vigile attesa. Questa forma leucemica è indolente, ed ha un'andatura cronica e recidivante.

## Prognosi
La sopravvivenza media, vista la cronicità della malattia e la tendenza a recidivare, è di 10 anni.